# رانجاردي
رانجاردي رمزها «RA» (بالإنجليزية: Rangareddi)‏ ، هو تقسيم إداري لدولة الهند تتبع ولاية أندرا برديش (بالإنجليزية: Andhra  Pradesh)‏ ، مركزها هو مدينة حيدر أباد
(بالإنجليزية: Hyderabad)‏ عدد سكانها حسب تعداد سنة 2001 هو 3,506,670 ، مساحتها 7,493 كم² وكثافة السكان 468 لكل كم² .